# Terroba
Terroba tỉnh và cộng đồng tự trị La Rioja, phía bắc Tây Ban Nha. Đô thị này có diện tích là 8,84 ki-lô-mét vuông, dân số năm 2009 là 40 người với mật độ 4,52 người/km². Đô thị này có cự ly 30,5 km so với Logroño.